# 徐新 (建文進士)
徐新（1367年—？），字德新，浙江台州府黃巖縣人，軍籍，明朝政治人物。進士出身。

## 生平
監生，應天府癸酋鄉試第二十名；山西鄉試第三名。建文二年（1400年）庚辰科會試第三十 八名，殿試登進士三甲。

## 家族
曾祖父徐山、祖父徐谷，父亲徐子成。